# رود لودزا
رود لودزا (انگلیسی: Ludza) یک رودخانه در استان پسکوف کشور روسیه است.